# 道の駅おおの (大分県)
道の駅おおの（みちのえき おおの）は、大分県豊後大野市大野町田中にある大分県道26号三重野津原線の道の駅である。

## 施設
- 駐車場
  - 普通車：71台
  - 大型車：2台
  - 身障者用：7台
- トイレ
  - 男：5器
  - 女：5器
  - 身障者用：1器
- 公衆電話
- 公衆FAX
- レストラン「田舎の食堂 大地」（10:00 - 16:00）
- 売店「大野町物産館 大地」（9:00 - 18:00）
- 情報コーナー（9:00 - 18:00）

## 休館日
- 12月31日 - 1月3日

## アクセス
- 大分県道26号三重野津原線
  - 国道57号
- 中九州横断道路 大野IC

## 周辺
- 沈堕の滝
- 大分県央飛行場